# Empoasca jacobii
Empoasca jacobii är en insektsart som beskrevs av Metcalf 1968. Empoasca jacobii ingår i släktet Empoasca och familjen dvärgstritar. Inga underarter finns listade i Catalogue of Life.